# Rainer Kraft (Fußballtrainer)
Rainer Kraft (* 30. Juli 1962 in Stuttgart) ist ein deutscher Fußballtrainer.

## Werdegang
Als Aktiver spielte Kraft gemeinsam mit Edmund Becker in der Verbandsliga Baden beim TSV Reichenbach. Edmund Becker holte ihn in der Saison 1996/97 als Physiotherapeuten und Rehatrainer zur zweiten Mannschaft des Karlsruher SC. Von 1997 bis 2001 fungierte der Sportlehrer in gleicher Funktion beim VfB Stuttgart. Seine Trainerlaufbahn begann Rainer Kraft beim Kreisligisten FC Unterheimbach. Im Jahr 2005 wechselte er zum VfR Aalen in die damals drittklassige Regionalliga und war dort unter Cheftrainer Frank Wormuth als Co-Trainer der ersten Mannschaft sowie selbst als Cheftrainer der in der Verbandsliga spielenden zweiten Mannschaft tätig. Auch der Nachfolger Wormuths als Cheftrainer, Edgar Schmitt, behielt Kraft als Co-Trainer. Im Jahr 2007 erwarb Kraft die DFB-Fußballlehrerlizenz. Mit der Qualifikation für die neu gegründete 3. Liga zur Saison 2008/09 gab er das Training der zweiten Mannschaft an Petar Kosturkow ab und konzentrierte sich auf seine Tätigkeit als Co-Trainer. Zusammen mit Schmitt wurde er im August 2008 bei den Aalenern beurlaubt, woraufhin das Duo im September 2008 die Mannschaft des Ligakonkurrenten Stuttgarter Kickers übernahm. Nach dem Rücktritt von Edgar Schmitt wurde Rainer Kraft am 14. April 2009 zum Cheftrainer der Kickers befördert. Nach dem Abstieg in die Regionalliga Süd am Saisonende wurde sein Vertrag nicht verlängert und er durch Dirk Schuster ersetzt. Kurze Zeit nach seiner Demission bei den Stuttgarter Kickers nahm Kraft ein Angebot des iranischen Klubs Esteghlal Teheran an, die Mannschaft als Assistent von Erich Rutemöller in der Iranian Pro League zu betreuen. In der Saison 2010/11 war Kraft Cheftrainer beim Fußballoberligisten VfL Kirchheim. Am 10. Januar 2012 unterschrieb er einen Vertrag als Trainer beim 1. FC Normannia Gmünd bis zum 30. Juni 2013. Nachdem die Normannia jedoch am Saisonende aufgrund des schlechteren Torverhältnisses aus der Oberliga abgestiegen war, wurde der Vertrag im Sommer 2012 vorzeitig wieder aufgelöst. In der Vorbereitungszeit auf die Saison 2013/14 gehörte er für kurze Zeit als Reha- und Fitnesstrainer dem Trainerstab des Drittligisten SV Wehen Wiesbaden an, ehe Kraft im Juli 2013 zum mittlerweile in die 2. Bundesliga aufgestiegenen VfR Aalen zurückkehrte. Dort wurde er Leiter des Nachwuchsleistungszentrums und als solcher auch erneut Trainer der zweiten Mannschaft des Vereins. In den 15 Spielen der Hinrunde konnte er mit der Mannschaft in der Verbandsliga zehn Siege sowie mit fünf Punkten Vorsprung den ersten Tabellenplatz erreichen. In Rückrunde spielte die Mannschaft schwächer; nach zuletzt fünf Niederlagen in Folge wurde Kraft im Mai 2014 für die restlichen fünf Spiele durch U16-Trainer Benjamin Götz ersetzt, der mit der Mannschaft letztendlich den Aufstieg in die Oberliga erreichte. Zur neuen Saison 2014/15 übernahm Kraft die Mannschaft wieder, gab aber die Leitung des Nachwuchsleistungszentrums an Götz ab. Bis 2015 arbeitete er dort, ehe er drei Jahre später Jugendtrainer des chinesischen Vereins Hebei China Fortune FC wurde. Dann arbeitete Kraft 2019 kurzzeitig für den VfL Wolfsburg als Mitarbeiter zum Ausbau internationaler Beziehungen. von 2019 bis 2021 war er Trainer und Sportdirektor des Accra Lions FC in Ghana und stieg mit dem Club in die Ghana Premier League auf. In der Winterpause 2022/23 wurde er als Übungsleiter vom luxemburgischen Zweitligisten FC Berdenia Berburg verpflichtet, doch schon nach sechs Ligaspielen mit nur vier Punkten verließ Kraft den Verein Ende März wieder.